# Крісс Акабусі
Крісс Акабусі  (англ. Kriss Akabusi; нар. 28 листопада 1958) — британський легкоатлет, олімпійський медаліст.

## Виступи на Олімпіадах
| Олімпіада         | Дисципліна                    | Місце     |
| ----------------- | ----------------------------- | --------- |
| Лос-Анджелес 1984 | біг на 400 метрів             | 7 h1 r3/4 |
| Лос-Анджелес 1984 | естафета 4 x 400 метрів       | 2         |
| Сеул 1988         | біг на 400 метрів з бар'єрами | 6         |
| Сеул 1988         | естафета 4 x 400 метрів       | 5         |
| Барселона 1992    | біг на 400 метрів з бар'єрами | 3         |
| Барселона 1992    | естафета 4 x 400 метрів       | 3         |